# Вища Волинська гімназія
Вища Волинська гімназія (інші назви — Кременецька гімназія, або Волинська гімназія вищих наук) — колишній навчальний заклад, що діяв у закритому монастирі ордену єзуїтів в місті Кременець у 1805—1819 роках.

## З історії

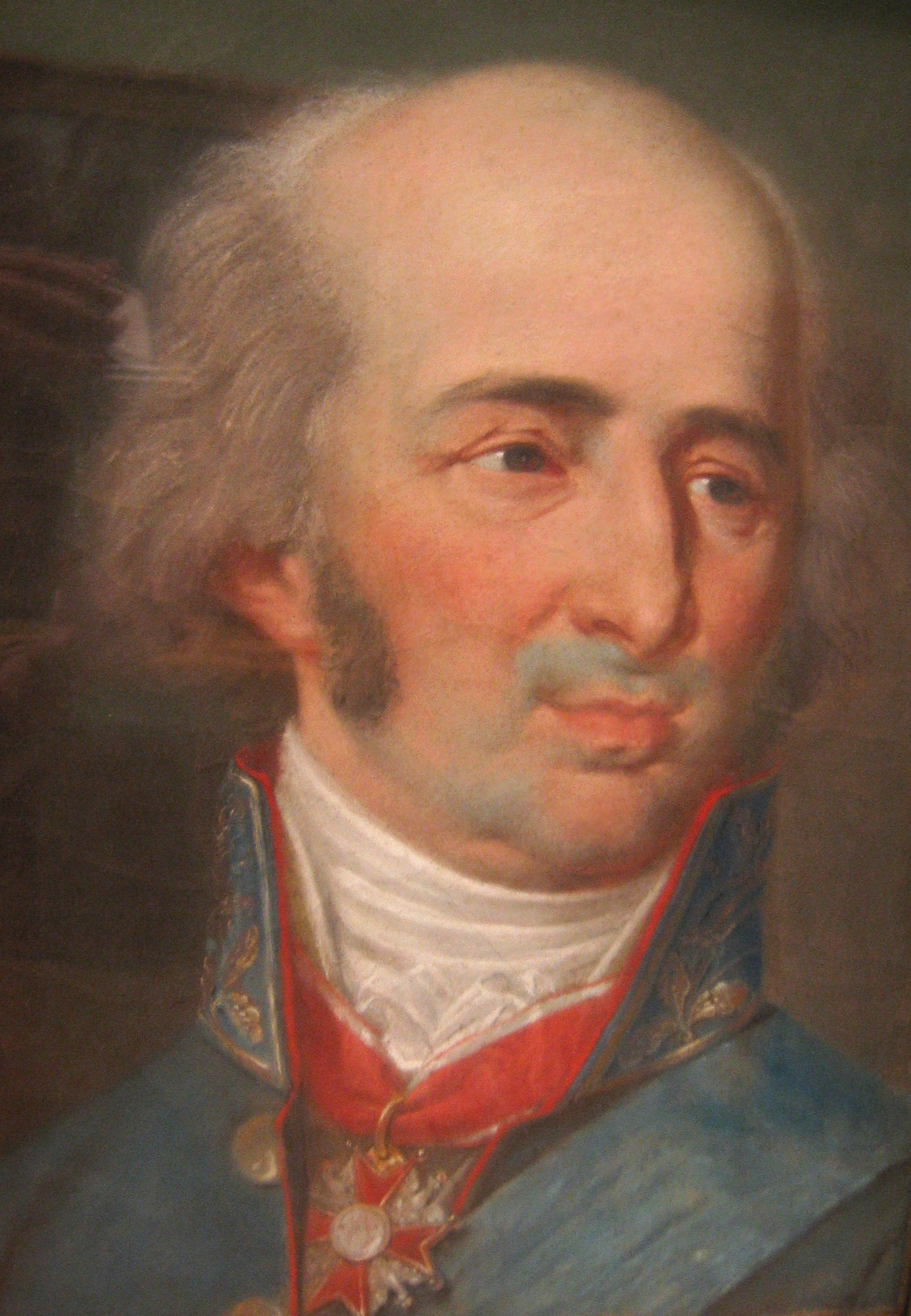
Тадеуш Чацький

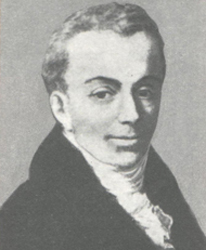
Юзеф Чех

Кременецький колегіум оо. єзуїтів припинив діяльність невдовзі після скасування ордену у 1773 році.
19 грудня 1803 року було надано дозвіл (чи наказ царя Олександра І) на заснування Волинської гімназії.
У 1805 роках з ініціативи Тадеуша Чацького (спільно з Гуґо Коллонтаєм) в приміщенні колишнього колегіуму оо. Єзуїтів почала діяти Вища гімназія.
1 жовтня 1805 року відбулось її урочисте відкриття. В ньому, зокрема, брав участь дідич Вишнівця Міхал Єжи Вандалін Мнішек.
Заклад складався з двох відділень: нижчого (4 класи з роком навчання в кожному класі) і вищого (3 курси з двома роками навчання в кожному). У нижчих класах викладали переважно мови, у вищих — математичні та юридичні науки і словесність.
У 1806 році ірландський садівник Діонісій Макклер приїхав на запрошення Тадеуша Чацького до Кременця, де за участю професора Віллібальда Бессера працювали над розширенням, збільшенням числа рослин закладеного Фран. Шейдтом парку та ботанічний сад. Тут було зібрано колекцію з 8350 рослин різних видів, їх насіння та живці міг безкоштовно отримати будь-хто.
Від 1807 року у гімназії російську мову, літературу та історію викладав Іван Александровський.
У 1816 році навчалось близько 600 учнів, річний дохід становив 245593 злоті 22 гроші.
У 1819 році перетворена на Волинський ліцей.
«Протектором» гімназії був діяч Кременецької комісії Міхал Собанський.

## Люди

### Очільники
- Першим директором був Юзеф Чех[2].
- М. Сціборський[3].
- Алоїз Фелінський став у 1818 році[4].

### Вчителі
- Алоїз Осінський (1770, Холм — 1842, Олика) — педагог, філолог[5].
- Євзебіуш Словацький (1773, Підгірці — 1814, Вільнюс) — теоретик та історик літератури.

### Випускники
- Юзеф Коженьовський, Антоній Мальчевський[6] Констянтин Мальчевський

## Приміщення
Гімназія діяла у навчальних корпусах колишнього Кременецького колегіуму єзуїтів у місті Кременці.